# Nowshīvand
Nowshīvand är en ort i Iran.   Den ligger i provinsen Khuzestan, i den centrala delen av landet, 500 km söder om huvudstaden Teheran. Nowshīvand ligger 1 240 meter över havet och antalet invånare är 289.
Terrängen runt Nowshīvand är bergig åt sydväst, men åt nordost är den kuperad. Runt Nowshīvand är det ganska tätbefolkat, med 54 invånare per kvadratkilometer. Närmaste större samhälle är Dehdez, 12,3 km nordost om Nowshīvand. Omgivningarna runt Nowshīvand är i huvudsak ett öppet busklandskap.